# Harold Perrineau
Harold Perrineau (* 7. srpna 1963, Brooklyn, New York) je americký herec. Nejvíce se proslavil rolemi Linka ve filmech a hrách Matrix. Dále pak rolí Augusta Hilla v americkém televizním seriálu Oz (zde jeho postava fungovala také jako vypravěč) a rolí Mercutia v Romeovi a Julii. V neposlední řadě pak rolí Michaela Dawsona v především prvních dvou řadách amerického televizního seriálu Ztraceni (Lost).

## Jeho postava v seriálu Ztraceni
Michael Dawson je jedním z těch, kteří přežili pád letu 815 společnosti Oceanic na zcela neznámý ostrov. Má rodičovské problémy se svým synem Waltem, ale během pobytu na ostrově k sobě najdou cestu. Zajatý Michael uzavřel dohodu s „Těmi druhými“ a zastřelil Annu Luciu a Libby, aby pomohl Benovi utéct ze zajetí, a následně způsobil zajetí Jacka, Kate a Sawyera. Poté, co i se svým synem Waltem opustil ostrov na motorovém člunu, není známo, co se s nimi stalo (to se vyjasní až na přelomu čtvrté a páté série).

## Filmografie
- 28 Weeks Later (2007)
- Ztraceni (2004 - 2006)
- Matrix Revolutions (2003)
- Enter the Matrix (2003)
- Matrix Reloaded (2003)
- On Line (2002)
- Chilli, sex a samba (2000)
- The Best Man (1999)
- Oz (1997 - 2003)
- The Edge (1997)
- Romeo a Julie (1996)
- Smoke (1995)
- I’ll Fly Away (1991 - 1993)